# Manuel Piña
Manuel Piña (Manzanares, Ciudad Real, 21 de mayo de 1944 - ibidem, 8 de octubre de 1994) fue un diseñador de moda de pret-a-porter español y uno de los fundadores de la Pasarela Cibeles, colaborador de la llamada "Marca España" que colaboró con artistas de la llamada Movida madrileña, como el dúo Costus o el fotógrafo Alberto García-Alix.

## Infancia y adolescencia en Manzanares
Nacido en el seno de una modesta familia manchega, mostró desde pequeño sus inquietudes artísticas y su gusto por los tejidos. Entra muy joven como dependiente en comercios y almacenes de su localidad natal, donde descubre su talento innato para satisfacer los deseos de las clientas, a las que ofrece consejos para la confección y modelos del incipiente prêt-á-porter. Con diecinueve años deja su Manzanares natal y se establece en Madrid aunque nunca olvidara sus orígenes y raíces manchegas.

## Los inicios en Madrid
En 1963, Piña, con diecinueve años, llegó a Madrid, donde trabajó como vendedor en unos grandes almacenes y como representante del taller de punto Trial. Esto le hace viajar a lo largo de toda España y conocer de primera mano la industria y artesanía textil española, construyendo poco a poco su vocación de convertirse en diseñador de moda. No sería hasta 1974 cuando adquiere y abre su primer taller de punto en el madrileño barrio de Carabanchel, género textil que nunca abandonó en su carrera de diseñador y que se constituyó en una de las características de la marca "Manuel Piña". 
Con las prendas salidas de su taller de punto obtiene un éxito fulminante, pues nadie mejor que él sabe entender las necesidades de una mujer que está abriéndose a un nuevo mundo con la llegada democrática a España y que necesita nuevas prendas que la representen; son los inicios de "La Mujer Piña". Pero su espíritu inquieto le marca nuevas metas que conseguir y empieza a quedar fascinado por el mundo del diseño con los desfiles internacionales y nacionales de grandes figuras de la moda a los que consigue acceder. Piña es completamente autodidacta en el mundo del diseño, pero su curiosidad, carácter y experimentación le hacen superar cualquier carencia que encuentre.

## Diseñador de moda; del éxito al estrellato
En esta etapa, Manuel Piña se encuentra con un país con escasa industria, sin un camino claro en la moda, con poca unión entre los profesionales y sin desfiles en la capital del país; Madrid, circunstancias que provocan que la moda española tenga una débil proyección internacional. Sin embargo Piña se abre camino con una gran dosis de ilusión, muchos proyectos y trabajo, lo que hace que al poco tiempo pase del éxito inicial al estrellato en el mundo de la moda.

En 1979 presentó su primera colección de pret-à-porter en el Liceo de en Barcelona y el mercado del Borne, al año siguiente (1980) conseguiría hacerse con el contrato para diseñar los trajes de la Orquesta Nacional de España. Al poco se lanza a la aventura americana y en 1981 abrió una tienda en Nueva York; aunque no fue del todo satisfactoria, pues una tienda neoyorquina le compró dos colecciones, valoradas en 18 millones de pesetas, que nunca le devolvieron, y que constituyó su primer varapalo económico. En 1982 fue su presentación internacional, representando la moda española en Berlín junto a Francis Montesinos, desfile donde se codeo con grandes diseñadores como Thierry Mugler y Jean Paul Gaultier. 

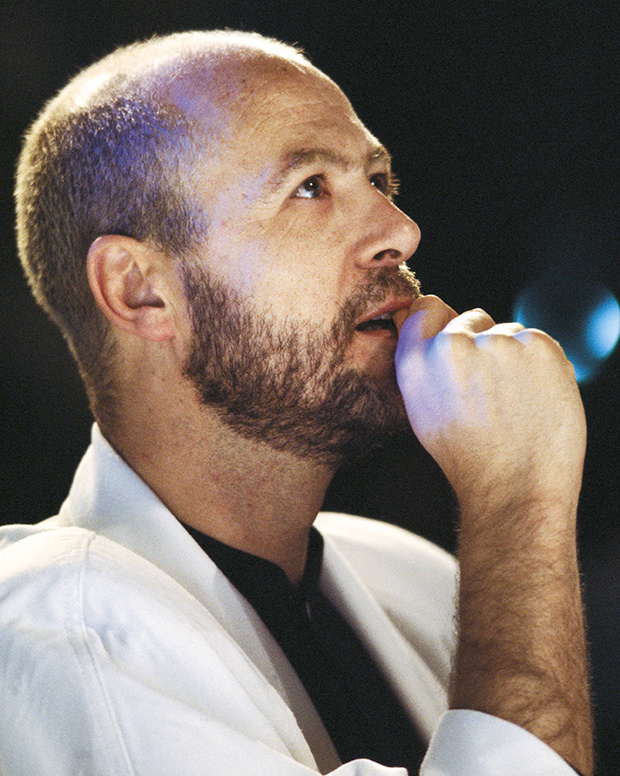
Manuel Piña, durante uno de sus desfiles

Precisamente en ese año, organiza su presentación oficial en Madrid, presentando su colección en plena plaza de Colón junto a otros diseñadores, en la Carpa del Circo "Ciudad de los Muchachos", alquilada a Teresa Rabal. Era el 27 de octubre, llovía a mares en Madrid y todo el recinto estaba lleno de barro, pero en palabras de Piña "de unos camerinos llenos de barro, salían mujeres muy potentes, con carácter". Dicho desfile constituye la consolidación de Piña como un gran diseñador de moda en España, pues los diseños que presentó y la gran puesta en escena son una de las más recordadas de la historia de la moda en España y uno de los desfiles más míticos de Manuel Piña. 
Las propuestas de Manuel Piña impregnan con carácter y fuerza el guardarropa de las mujeres españolas; mujeres que encuentran en Piña el mejor exponente del nuevo espíritu que las embargaba y la libertad que las impulsaba a sentirse poderosas, pero femeninas, raciales pero innovadoras. El genio creativo, libre, espontáneo y a veces osado de Manuel, representa a la perfección lo que la nueva mujer española demanda en ese momento, pues Piña sabe leer sus necesidades.
En 1983 hizo su primera colección completa para los grandes almacenes Galerías Preciados y empieza a diseñar joyas y complementos como la famosa "Púa Negra" para Helena Rubinstein. Pero es sin duda el año 1985 cuando Manuel Piña se consolida como un referente nacional e internacional del diseño español, cuando en unión de otros diseñadores logra presentar su colección en la primera edición de la Pasarela Cibeles, de la que Piña es considerado uno de sus principales impulsores y fundadores.

## Piña: el diseñador de la Vanguardia
Piña y su modelo de mujer fuerte y decidida se aúpan como uno de los emblemas de la moda española. La "Mujer Piña" adquiere entonces su plena dimensión, creciendo hacia límites inimaginables. Se trata de una mujer que se renueva tanto por dentro como por fuera y cuya forma de vestir hablan de su presencia y carácter. La "Mujer Piña" es insinuante, segura de sí misma y glamurosa y se abre paso con firmeza aupada sobre sus altos tacones.
En 1987 Piña se presenta sus creaciones en Italia, Alemania, Reino Unido, Japón, Estados Unidos... y se asienta como uno de los referentes de la moda de vanguardia en España. Un año más tarde abrió tienda en Madrid y al año siguiente se presentó en París, terminando de adquirir una amplia proyección internacional.
Pero Manuel Piña sigue trabajando incansablemente, siempre atento a la modernidad como a la tradición, profundizando en las técnicas artesanales que le hicieron crear algunas de sus prendas más icónicas, basándose en el acervo textil español, especialmente el macramé. Tampoco olvida el punto, género que le dio su éxito inicial y que Piña explota hasta conseguir todas sus posibilidades, incorporando diferentes técnicas que hicieron de sus piezas únicas en la moda española por la calidad y exquisitez de las mismas.
Sus pasarelas y presentaciones de colecciones se vuelven puro espectáculo, de unas dimensiones colosales y sorprendentes, pensadas como una seducción arrolladora medida al milímetro, con una potente carga española de blondas, volantes y boleros, pero sin caer en el tópico. El público se deja llevar al compás de una acertada y cuidada selección personal, sugestionado por las propias piezas y una singular iluminación que potencia las prendas en la pasarela. Las modelos tenían personalidad y vida propia, pues Piña sabe que sus piezas se muestran en toda su profundidad cuando son llevadas por una mujer y son el complemento perfecto a la esencia femenina.

## Últimos años
Su carrera ascendente se frenó en 1990, ya que tuvo que liquidar su pequeña empresa de 30 empleados, anunció su decisión de cesar en su trabajo como diseñador de prêt-á-porter y cerrar la tienda de Madrid que había abierto en 1988, por estar inmerso en una grave crisis económica, debido a la anulación de su contrato con una industria textil española, sólo dos meses después de haber firmado otro de 1.500 millones de pesetas (9.015.181,57€) con una empresa japonesa, después de muchos meses de conversaciones, rompió todas sus esperanzas a introducirse en el potente mercado japonés.
Tras la liquidación de su empresa abrió un estudio de diseño y se dedicó a la creación de una colección de zapatos y gafas. En estas mismas fechas recibió en encargo de Correos de diseñar el nuevo uniforme de los carteros españoles.

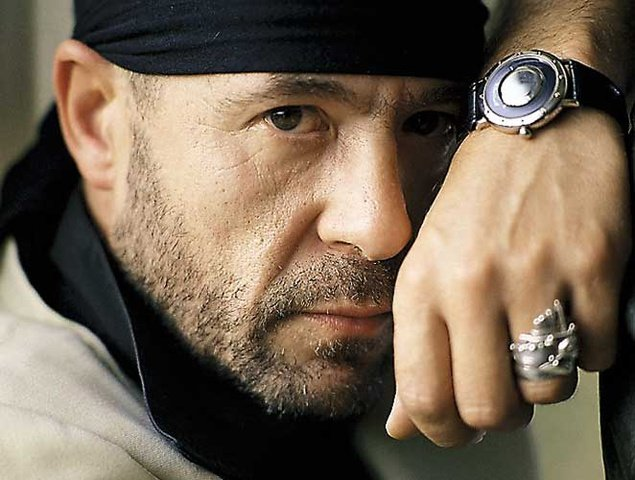
Manuel Piña, Diseñador Español de Moda. Uno de los creadores e impulsores de la Pasarela Cibeles, actual Madrid Fashion-Week.

El 23 de octubre de 1992 ingresó en el hospital de la Princesa de Madrid aquejado de toxoplasmosis cerebral, producida por la pérdida de defensas de su organismo tras una prolongada y grave enfermedad. Posteriormente, fue trasladado al centro sanitario hospital Gregorio Marañón, donde confirmaron la gravedad de su estado.
Su último acto público tuvo lugar en su domicilio de Madrid, donde organizó un desfile de modelos dedicado en memoria al cantaor Camarón de la Isla.
Enfermo de sida, volvió a pasar sus últimos años a Manzanares, hasta su fallecimiento el 8 de octubre de 1994. Sus restos fueron cremados en el cementerio de La Almudena, del cual fue despedido a los sones, primero de una jota manchega y, después, de una sevillana rociera, para horas más tarde dar sepultura a sus cenizas en su pueblo natal.
En mayo de 2007 un museo que recoge parte de su obra. El museo tiene su base en el legado hecho por Manuel Piña a su ciudad natal, con más de 200 vestidos y complementos originales, además de material audiovisual y documental. El Ayuntamiento de Manzanares tuvo la iniciativa de restaurar una antigua bodega con fondos de la Comunidad Europea situada en el centro cultural "Ciega de Manzanares", en una casona del siglo XVI, en pleno casco histórico de la ciudad.

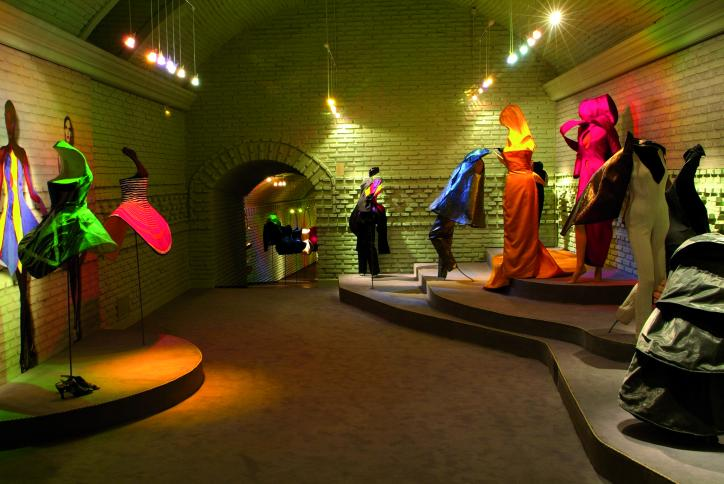
Interior del Museo Manuel Piña.